# Азербејџански ћилим
Азербејџански ћилим (азер. Azərbaycan xalçaları) је традиционални ћилими направљен у географском подручју Азербејџана. Ручно је рађен текстил различитих величина, густе текстуре и површине без хрпе, чији су обрасци карактеристични за многе азербејџанске регионе за израду тепиха. Традиционално, теписи су се у Азербејџану користили за покривање подова, украшавање унутрашњих зидова, софе, столица, кревета и столова.
Израда тепиха је породична традиција пренета усмено и кроз праксу, а израда тепиха и израда ћилима је искључиво женско занимање. У прошлости је свака млада девојка морала да научи умеће ткања тепиха, а теписи које је ткала постали су део њеног мираза. У случају младожење, мајка је та која је исплела велику простирку за његово ново домаћинство. Традиционално су мушкарци стригли овце у пролеће и јесен, док су жене сакупљале боје и преле и бојале предиво у пролеће, лето и јесен.
У новембру 2010. Унеско је азербејџанско ткање тепиха прогласио уврстио на листу нематеријалног културног наслеђа човечанства.

## Галерија
- Азијски ћилим из 19. века изложен у музеју текстила (Вашингтон).
- Свилен вез 17–18. век у колекцији музеја текстила (Вашингтон).
- Намазлиг ћилим из Шушија 19. век.
- Азербејџански ћилим из села Бијо, средина 19. века.
- Карабашки ћилим села Шуша, 1813.

## Ћилими у друштвеном и економском животу
У Азербејџану се теписи користе за украшавање дома и за ношење културног значаја као породичне традиције пренешене вербално и вежбањем, а повезани су са свакодневним животом и обичајима. Азербејџанска народна уметност, посебно ткање тепиха, била је предмет пажње владе ради очувања, проучавања, промоције и развијања традиција ткања ћилима. Закон „О заштити и развоју уметности тепиха у Азербејџану” усвојен је у децембру 2004, Azerkhalcha је успостављен у мају 2016, дан ткања ћилима почео је да се обележава 5. маја према председничком декрету. Нова зграда за музеј тепиха, коју је аустријски архитекта Франц Јан дизајнирао у облику ваљаног тепиха, изграђена је између 2007. и 2014. Поред тога, државни програм „Заштита и развој уметности тепиха у Азербејџанској Републици 2018—2022” одобрио је у фебруару 2018. председник Илхам Алијев са циљем снабдевања сировинама за ову индустрију, побољшања инфраструктуре за ткање, подршка успостављању нових радних места, спровођење обуке квалификованог особља у области ткања ћилима, прераде и производње вуне и свиленог предива и прерађивачких погона који се користе за производњу боја.